# 谁是犹太人？
「誰是猶太人？」（希伯來語：‎，羅馬化：mihu yehudi）是一个关于犹太人民族鉴定和自我身份认同及归属的重要问题。这一问题通常基于文化、宗教、系谱学（血缘和家族）等几个维度进行讨论。在纳粹德国時期，由于其政府的反犹态度，这一问题占了十分重要的比重，並在最终於纽伦堡法案中确定。

## 定義
对犹太人的定义根据不同的标准而不同，这些标准包括对宗教的态度、民族特质、自我认同和非犹太人的认定，乃至公民身份。这一问题在以色列国内常常上升到法律争议的层面上，在以色列国外也时有争论。自1962年起在以色列法庭就不得不强调这一问题。在英国法庭，某些涉及到种族问题的案件上也会提到这一犹太人身份鉴定问题。
根据犹太人自我鉴定的最简定义来讲，一个人成为犹太人可以通过亲缘关系和宗教皈依。然而关于犹太文明的分支的归属，这一极简定义通常会引发一些不同意见。常见情况包括：
- 混血：犹太人—非犹太人双亲的子女是否为犹太人。
- 改宗：何种改宗犹太教的过程可以被视为有效，是否相信猶太教。
- 历史背景：某人或某团队的行动（如改宗异教）或其所在社区生活的情况（如不知道父母的犹太身份）是否对其自身犹太身份造成影响。
- 散居者：自我以及非犹太人对其犹太人身份的认同。
- 以色列国公民：基于以色列基本法的检验。